# Ніна Ояма
Ніна Ояма (нар. 18 серпня 1993) — австралійська комедійна акторка, сценаристка, акторка та режисерка, найбільш відома за серіалами «Утопія» та «Дедлок».

## Біографія
Ояма народилася 18 серпня 1993 року родині австралійської матері та японського батька.Її батьки познайомилися в пансіонаті в Нагої.
Після закінчення школи для дівчат у Північному Сіднеї вивчала комунікації та театральні медіа в Університеті Чарльза Стерта в Батерсті, Новий Південний Уельс.

## Кар'єра
Ояма почала займатися стендап-комедією у віці 17 років.
У 2012 році стала фіналісткою конкурсу Classy Clowns на рівні штату. Того ж року Ніна виступила на Сіднейському фестивалі Fringe у складі Barely Legal — Best Young Comedians of Australia з Нілом Колахтейкером та Аароном Ченом, а також з'явилася на радіошоу Дена Ілліча на FBi. Ояма написала дитяче комедійне скеч-шоу You're Skitting Me і дебютувала на телебаченні у 2014 році, виступивши зі стендап-комедією на каналі SBS 2.
У 2017 році Ояма знялася у третьому, четвертому та п'ятому сезонах «Утопії» в ролі виконавчого помічника/секретаря Кортні Кано. Того ж року вона приєдналася до акторського складу поточного розважального шоу ABC Comedy Tonightly з Томом Баллардом як сценарист і з'явилася у другому та останньому епізоді шоу у 2018 році.
Ояма була режисером, співавтором і виконавцем головної ролі в «Проєкт Ангус», вебсеріалі та телевізійному пілоті, який вийшов на телеканалі ABC iview у 2018 році. Серіал заснований на реальних подіях, що відбулися в Батерсті. Серіал отримав високу оцінку за реалістичне зображення інвалідності та австралійського суспільства.
У 2020 році вона знялася в комедійному серіалі Kinne Tonight на каналі Network 10 та написала сценарій для YOLO Adult Swim Майкла К'юзака: Кришталева фантазія» Майкла К'юзака. Він зняв фільм «Занурення» з плавцями-ампутантами в головних ролях, який був показаний на Сіднейському кінофестивалі 2020 року. Того ж року Ояма привернула увагу ЗМІ, популяризувавши хештег #CatPoop в австралійському Twitter.

## Особисте життя
Ояма бісексуалка.